# Samuel Verrills

a Compétitions nationales et continentales officielles uniquement.

Samuel Verrills, né le 13 janvier 1999 à Sydney (Australie), est un joueur de rugby à XIII australien au poste de talonneur dans les années 2010. Il fait ses débuts en National Rugby League en 2019 avec les Roosters de Sydney avec lesquels il remporte la NRL dès sa première saison. Il y inscrit par ailleurs un essai en finale. 

## Palmarès
- Collectif : 
  - Vainqueur du World Club Challenge : 2020 (Sydney Roosters).
  - Vainqueur de la National Rugby League : 2019 (Sydney Roosters).

### En club
| Saison | Club            | Compétition           | Matchs | Points | Essais | Buts | Drop |
| ------ | --------------- | --------------------- | ------ | ------ | ------ | ---- | ---- |
| 2019   | Sydney Roosters | National Rugby League | 14     | 12     | 3      | 0    | 0    |